# Exogryllacris ornata
Exogryllacris ornata is een rechtvleugelig insect uit de familie Anostostomatidae. De wetenschappelijke naam van deze soort is voor het eerst geldig gepubliceerd in 1963 door Willemse.